# Lista de prêmios e indicações recebidos pela série de filmes do Homem-Aranha de 2012–2014
A série de filmes do Homem-Aranha de 2012–2014, também chamada de duologia de Marc Webb ou duologia de Andrew Garfield, é uma série de filmes de super-heróis composta por dois filmes do Homem-Aranha com o mesmo diretor e ator principal: O Espetacular Homem-Aranha (2012) e O Espetacular Homem-Aranha 2: A Ameaça de Electro (2014). Baseado na série de quadrinhos da Marvel Comics sobre o personagem fictício de mesmo nome criado por Stan Lee e Steve Ditko, todos os dois filmes foram dirigidos por Marc Webb e distribuídos pela Columbia Pictures. Andrew Garfield interpreta o papel principal, com Emma Stone retratando seu interesse amoroso, Gwen Stacy, e Dane DeHaan concluindo o elenco principal com seu papel como Harry Osborn, o inimigo do Homem-Aranha. Ao longo da série, os lançamentos de Homem-Aranha apresentaram vilões como Duende Verde (Dane DeHaan), Lagarto (Rhys Ifans), Electro (Jamie Foxx) e Rino (Paul Giamatti). Outros personagens que apareceram na série são May Parker (Sally Field), Norman Osborn (Chris Cooper), Richard Parker (Campbell Scott) e Mary Parker (Embeth Davidtz).

## Prêmios

### The Amazing Spider-Man(2012)
| Prêmios                       | Categoria                                                                  | Indicados                                                                                         | Resultado |
| ----------------------------- | -------------------------------------------------------------------------- | ------------------------------------------------------------------------------------------------- | --------- |
| Annie Awards                  | Best Animated Effects in a Live Action Production                          | Stephen Marshall, Joseph Pepper, Dustin Wicke                                                     | Indicado  |
| Annie Awards                  | Best Character Animation in a Live Action Production                       | Mike Beaulieu, Roger Vizard, Atushi Sato, Jackie Koehler, Derek Esparza, Richard Smith, Max Tyrie | Indicado  |
| Golden Trailer Awards         | Best Motion/Title Graphics                                                 | "Domestic Trailer 2"                                                                              | Indicado  |
| Kids' Choice Awards           | Favorite Movie                                                             | The Amazing Spider-Man                                                                            | Indicado  |
| Kids' Choice Awards           | Favorite Movie Actor                                                       | Andrew Garfield                                                                                   | Indicado  |
| Kids' Choice Awards           | Favorite Male Buttkicker                                                   | Andrew Garfield                                                                                   | Indicado  |
| Teen Choice Awards            | Choice Summer Movie: Action                                                |                                                                                                   | Indicado  |
| Teen Choice Awards            | Choice Movie: Villain                                                      | Rhys Ifans                                                                                        | Indicado  |
| Teen Choice Awards            | Choice Summer Movie Star: Male                                             | Andrew Garfield                                                                                   | Indicado  |
| Teen Choice Awards            | Choice Summer Movie Star: Female                                           | Emma Stone                                                                                        | Indicado  |
| People's Choice Awards        | Favorite Movie                                                             |                                                                                                   | Indicado  |
| People's Choice Awards        | Favorite Action Movie                                                      |                                                                                                   | Indicado  |
| People's Choice Awards        | Favorite Movie Franchise                                                   |                                                                                                   | Indicado  |
| People's Choice Awards        | Favorite Movie Actress                                                     | Emma Stone                                                                                        | Indicado  |
| People's Choice Awards        | Favorite Movie Superhero                                                   | Andrew Garfield como Homem-Aranha                                                                 | Indicado  |
| People's Choice Awards        | Favorite On-Screen Chemistry                                               | Andrew Garfield e Emma Stone                                                                      | Indicado  |
| People's Choice Awards        | Favorite Face of Heroism                                                   | Emma Stone                                                                                        | Indicado  |
| Saturn Awards                 | Best Fantasy Film                                                          |                                                                                                   | Indicado  |
| Screen Actors Guild Awards    | Outstanding Performance by a Stunt Ensemble in a Motion Picture            |                                                                                                   | Indicado  |
| Visual Effects Society Awards | Outstanding Virtual Cinematography in a Live Action Feature Motion Picture | Rob Engle, David Schaub, Cosku Turhan, Max Tyrie                                                  | Indicado  |

### The Amazing Spider-Man 2(2014)
| Prêmios             | Categoria(s)                         | Indicados                         | Resultado | Ref.          |
| ------------------- | ------------------------------------ | --------------------------------- | --------- | ------------- |
| Teen Choice Awards  | Choice Movie: Sci-Fi/Fantasy         | The Amazing Spider-Man 2          | Indicado  | [ 9 ]         |
| Teen Choice Awards  | Choice Movie Actor: Sci-Fi/Fantasy   | Andrew Garfield                   | Indicado  | [ 9 ]         |
| Teen Choice Awards  | Choice Movie Actress: Sci-Fi/Fantasy | Emma Stone                        | Indicado  | [ 9 ]         |
| Teen Choice Awards  | Choice Movie: Villain                | Jamie Foxx                        | Indicado  | [ 9 ]         |
| Teen Choice Awards  | Choice Movie: Liplock                | Andrew Garfield e Emma Stone      | Indicado  | [ 9 ]         |
| Kids' Choice Awards | Favorite Movie                       | The Amazing Spider-Man 2          | Indicado  | [ 10 ] [ 11 ] |
| Kids' Choice Awards | Favorite Movie Actor                 | Jamie Foxx                        | Indicado  | [ 10 ] [ 11 ] |
| Kids' Choice Awards | Favorite Movie Actress               | Emma Stone                        | Venceu    | [ 10 ] [ 11 ] |
| Kids' Choice Awards | Favorite Male Action Star            | Andrew Garfield                   | Indicado  | [ 10 ] [ 11 ] |
| Kids' Choice Awards | Favorite Villain                     | Jamie Foxx                        | Indicado  | [ 10 ] [ 11 ] |
| Saturn Awards       | Best Comic-to-Film Motion Picture    | The Amazing Spider-Man 2          | Indicado  | [ 12 ]        |
| ASCAP Awards        | Top Box Office Films                 | The Amazing Spider-Man 2          | Venceu    | [ 13 ] [ 14 ] |
| ASCAP Awards        | ASCAP Honors Top Film & TV Composers | Hans Zimmer e The Magnificent Six | Venceu    | [ 13 ] [ 14 ] |